# Gấu nâu bán đảo Alaska
Gấu nâu bán đảo Alaska hay gấu nâu Alaska là bất kỳ cá thể nào các thuộc nhóm Gấu xám Bắc Mỹ (Ursus arctos horribilis) sống ở các vùng ven biển phía nam Alaska. Gấu nâu bán đảo Alaska là một phân loài gấu nâu có kích thước rất lớn, thường có trọng lượng từ 800 đến 1.200 pound (363 đến 544 kg). Chúng được tìm thấy phổ biến ở dọc bờ biển phía Nam Alaska, nơi không chỉ có số lượng lớn trai và lau sậy mà còn có bởi vì đây là tuyến di chuyển của cá hồi hàng năm; điều này cho phép chúng duy trì được thể trạng có kích thước lớn, một số cá thể vào loại lớn nhất trên thế giới. Chúng có thể tập hợp với số lượng lớn tại các địa điểm con người tổ chức cho ăn, chẳng hạn như Brooks Falls và McNeil Falls, cả ở Vườn quốc gia Katmai gần King Salmon.
Có tranh luận về việc Gấu nâu bán đảo Alaska nên được gọi là "gấu xám Bắc Mỹ" cùng với tất cả các phân loài Bắc Mỹ khác của gấu nâu. Có sự nhầm lẫn lâu dài khi đề cập đến các khu vực nội địa và ven biển là các giống gấu riêng biệt, nhưng các nhà sinh học vẫn duy trì quan điểm những cá thể gấu ven biển thực sự là gấu nâu. Tuy nhiên, nó được coi là chính xác để đặt tất cả các giống gấu ở Bắc Mỹ thuộc về U. arctos trong phân loài horribilis ngoại trừ gấu khổng lồ Kodiak của đảo Kodiak. Để tránh nhầm lẫn, nhiều người chỉ đơn giản đề cập đến tất cả các giống gấu Bắc Mỹ, bao gồm cả Kodiak là "những chú gấu xám."
Được các thợ săn tìm kiếm đầu và da của chúng nên có tới 500 con gấu nâu Bán đảo Alaska bị giết chết hàng năm bởi những thợ săn đến từ bán đảo Alaska. Để săn gấu lớn này, thợ săn phải tuân theo các quy định khác nhau, bao gồm giới hạn săn bắn gấu, phí săn bắn và súng trường thích hợp.